# أولاد سي مسعود (أولاد سليمان)
أولاد سي مسعود هو دُوَّار يقع بجماعة زاوية سيدي بنحمدون، إقليم برشيد، جهة الدار البيضاء سطات في المملكة المغربية. ينتمي الدوّار لمشيخة أولاد سليمان التي تضم 16 دوار. يقدر عدد سكانه بـ 21 نسمة حسب الإحصاء الرسمي للسكان والسكنى لسنة 2004.

## روابط خارجية
- البوابة الوطنية للجماعات الترابية
- المندوبية السامية للتخطيط